# Elsa Arnold
Elsa Arnold, geborene Sens (* 9. Oktober 1903 in Hamburg; † 16. Mai 1986 in Ost-Berlin) war eine deutsche Widerstandskämpferin gegen den Nationalsozialismus in der Résistance.

## Leben
Elsa Arnold war seit 1919 Mitglied der Sozialistischen Arbeiter-Jugend (SAJ) und gehörte seit 1924 der Monistischen Jugend an. 1925 trat sie der KPD bei. 1926 ging sie mit ihrem ersten Mann, Dr. jur. Arthur Arnold, einem Mitarbeiter der sowjetischen Handelsvertretung, nach Paris. Dort war sie seit 1928 für die Rote Gewerkschafts-Internationale (RGI) tätig. Sie wurde 1930 aus Frankreich ausgewiesen und war dann in Berlin für das Internationale Komitee der Freunde der Sowjetunion und die Internationale Rote Hilfe aktiv.
Nach der Machtergreifung Hitlers ging sie 1933 in die Emigration nach Amsterdam, in den Jahren 1936 bis 1939 war sie dann in Paris gemeinsam mit ihrem Lebensgefährten Karl Becker illegal für das Weltkomitee der Freunde der Sowjetunion tätig. Im Jahr 1939 war sie verantwortlich für die Auflösung des Komitees.
Ab 1940 beteiligte sie sich als Angehörige der Résistance am Widerstandskampf.
Sie wurde am 18. Juni 1941 verhaftet und im September 1941 nach Berlin überführt. 1942 verurteilte sie der Volksgerichtshof wegen „Vorbereitung zum Hochverrat“ zu 15 Jahren Zuchthaus. Ihre Befreiung erlebte sie 1945 im Zuchthaus Waldheim.
Nach ihrer Befreiung kehrte sie nach Berlin zurück, wurde Leiterin der KPD in Berlin-Friedenau, später Sekretär der KPD/SED-Kreisleitung Berlin-Spandau. Ab 1954 war sie Sekretärin der Betriebsparteiorganisation der SED der Filmfabrik Wolfen, später Abteilungsleiterin in der Bezirksleitung der SED Halle (Saale) und zuletzt Sektorenleiterin bei der Deutschen Notenbank.

## Auszeichnungen
- Medaille für Kämpfer gegen den Faschismus 1933 bis 1945
- 1969 Clara-Zetkin-Medaille
- 1973 Vaterländischer Verdienstorden in Gold
- 1978 Ehrenspange zum Vaterländischen Verdienstorden in Gold